# Bruno Ganz

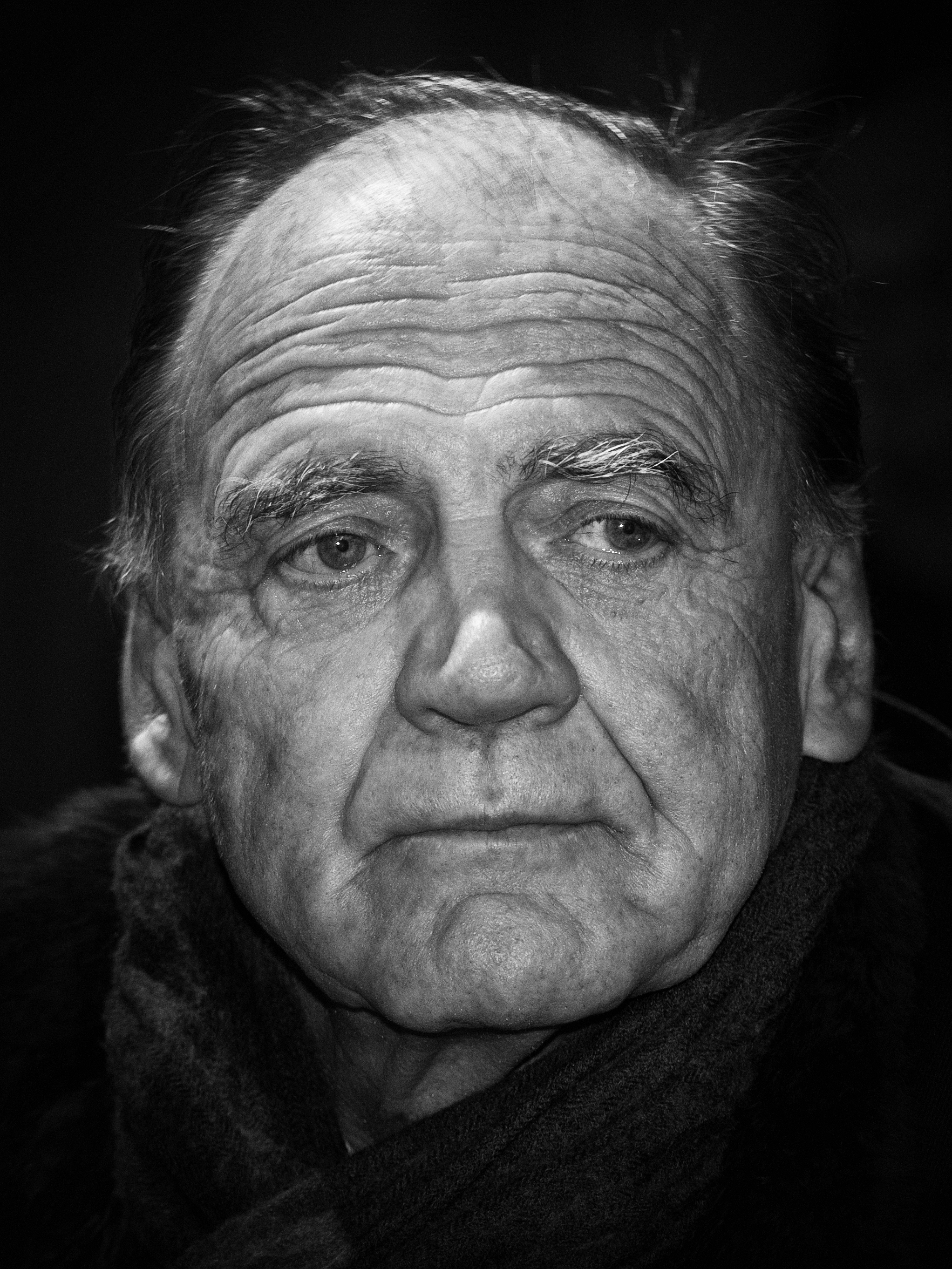
Bruno Ganz la premiera filmului „Satte Farben vor Schwarz” în Lichtburg (Essen, 2011)

Bruno Ganz (n. 22 martie 1941, Zürich, cantonul Zürich, Elveția – d. 16 februarie 2019, Au⁠(d), Wädenswil⁠(d), cantonul Zürich, Elveția) a fost un actor de film și de teatru elvețian. Printre cele mai cunoscute filme ale sale se numără 
În cinema, printre rolurile care l-au făcut celebru se numără cel al lui Damiel din Cerul deasupra Berlinului de Wim Wenders și cel al lui Hitler din Ultimele zile ale lui Hitler, un film de Oliver Hirschbiegel care relatează ultimele zile ale dictatorului, ascuns în Führerbunker la Berlin.
Din 1996 până în 2019, este deținătorul inelului Iffland, desemnând cel mai renumit actor de teatru de limbă germană.

## Biografie
Bruno Ganz s-a născut la Zurich, dintr-un tată elvețian care lucra ca mecanic și o mamă din nordul Italiei. Bruno Ganz și-a început cariera artistică în teatru în 1961 și a părăsit Elveția plecând la Berlin. A co-fondat trupa Berliner Schaubühne împreună cu Peter Stein. Marele actor Gustav Knuth este repede convins de talentul său. În același timp, a făcut apariții în cinema, cu mai puțin succes decât în teatru. În 1967, a jucat în Hände hoch! (film interzis, reapărut în 1981) de Jerzy Skolimowski.
În 1972, a apărut la Festivalul de la Salzburg în premiera punerii în scenă a piesei Der Ignorant und der Wahnsinnige de Thomas Bernhard, sub regia lui Claus Peymann. În anul următor, a fost desemnat „actorul anului” de către revista germană Theater heute pentru acest rol.În 1975, rolul său din Sommergäste i-a permis din plin să-și arate talentul
În 1996 Josef Meinrad i-a înmânat Inelul Iffland.
Printre rolurile sale principale în film, l-a jucat pe îngerul Damiel în Cerul deasupra Berlinului de Wim Wenders, pe profesorul Stanciulescu în Tinerețe fără tinerețe de Francis Ford Coppola și pe Hitler în Der Untergang.
În 2007, a fost numit cavaler al Legiunii de onoare.

## Filmografie selectivă
- 1960 Omul cu melon negru (Der Herr mit der schwarzen Melone), regia Karl Suter
- 1964 Chikita, regia Karl Suter
- 1967 Fugă lină (Der sanfte Lauf), regia Haro Senft

- 1976 Lumina (Lumière), regia Jeanne Moreau : Heinrich Grün
- 1976 Marchiza d'O (La Marquise d'O...), regia Éric Rohmer : contele rus
- 1976 Rața sălbatică (Die Wildente), regia Hans W. Geißendörfer : Gregers
- 1977 Prietenul american (Der Amerikanische Freund), regia Wim Wenders : Jonathan Zimmermann
- 1978 Femeia stângace (Die linkshändige Frau), regia Peter Handke : Bruno
- 1978 Cuțiul în cap (Messer im Kopf), regia Reinhard Hauff : Hoffmann
- 1978 Himera (The Boys from Brazil), regia Franklin J. Schaffner
- 1979 Nosferatu, fantoma nopții (Nosferatu: Phantom der Nacht), regia Werner Herzog : Jonathan Harker

- 1980 O italiancă (Oggetti smarriti), regia Giuseppe Bertolucci : Werner
- 1981 Provinciala (La Provinciale), regia Claude Goretta : Remy
- 1981 Doamna cu camelii (La Dame aux camélias/La storia vera della signora delle camelie), regia Mauro Bolognini : Perregaux
- 1981 Falsificarea (Die Fälschung), regia Volker Schlöndorff : Georg Laschen
- 1983 În orașul alb (Dans la ville blanche), regia Alain Tanner
- 1986 Tați și fii (Väter und Söhne), regia Bernhard Sinkel
- 1987 Cerul deasupra Berlinului (Der Himmel über Berlin), regia Wim Wenders )
- 1988 Un amore di donna, regia Nelo Risi
- 1989 Bankomatt, regia Villi Hermann
- 1989 Fără protecție (Strapless), regia David Hare

- 1991 Succes (Erfolg), regia Franz Seitz
- 1991 La domenica specialmente, regia Giuseppe Bertolucci
- 1992 Absența (Die Abwesenheit / L’absence), regia Peter Handke
- 1992 Praga (Prague), regia Ian Sellar
- 1992 Ultimele zile la Chez Nous (The Last Days of Chez Nous), regia Gillian Armstrong
- 1993 Noapte de foc (Brandnacht), regia Markus Fischer
- 1993 Atât de departe, atât de aproape! (In weiter Ferne, so nah!), regia Wim Wenders
- 1996 Saint-Exupery - Zbor de noapte (Saint-Ex), regia Anand Tucker
- 1998 Până la sfârșitul nopții (Gegen Ende der Nacht), regia Oliver Storz
- 1998 Veșnicia și încă o zi (Mia aioniotita kai mia mera), regia Theo Angelopoulos

- 2000 Pâine și lalale (Pane e tulipani), regia Silvio Soldini
- 2002 Forța trecutului (La forza del passato), regia Piergiorgio Gay
- 2002 Noaptea lui Epstein (Epsteins Nacht), regia Urs Egger
- 2003 Luther (Luther), regia Eric Till
- 2004 Ultimele zile ale lui Hitler (Der Untergang), regia Oliver Hirschbiegel
- 2004 Candidatul manciurian (The Manchurian Candidate), regia Jonathan Demme
- 2006 Vitus, regia Fredi M. Murer
- 2007 Tinerețe fără tinerețe (Youth Without Youth), regia Francis Ford Coppola
- 2008 La banda Baader Meinhof (Der Baader Meinhof Komplex), regia Uli Edel

- 2010	Satte Farben vor Schwarz, regia Sophie Heldman
- 2011 Necunoscutul (Unknown), regia Jaume Collet-Serra
- 2013 Tren de noapte spre Lisabona (Night Train to Lisbon), regia Bille August
- 2013 The Counselor (The Counselor), regia Ridley Scott
- 2015 Heidi, regia Alain Gsponer[17]
- 2018 Casa lui Jack (The House That Jack Built), regia Lars von Trier
- 2018 Der Trafikant, regia Nikolaus Leytner
- 2019 La vita nascosta - Hidden Life (A Hidden Life), regia Terrence Malick - postum